# ده‌نو (هرسین)
ده‌نو (هرسین)، روستایی از توابع بخش مرکزی شهرستان هرسین در استان کرمانشاه کشور ایران است.

## جمعیت
این روستا در دهستان چشمه‌کبود قرار دارد و براساس سرشماری مرکز آمار ایران در سال ۱۳۸۵، جمعیت آن ۱۳۹ نفر (۳۰خانوار) بوده‌است.